# رمنوی (کالیفرنیا)
رمنوی (به انگلیسی: Remnoy) یک منطقهٔ مسکونی در ایالات متحده آمریکا است که در شهرستان کینگز، کالیفرنیا واقع شده‌است. رمنوی ۷۹ متر بالاتر از سطح دریا واقع شده‌است.